# دليل الوصول المفتوح إلى الدوريات
دليل الوصول المفتوح إلى الدوريات هو موقع ويب من نوع قاعدة بيانات على النت وقاعدة بيانات ببليوغرافية أنشئ في 2003.

## وصلات خارجية
- الموقع الرسمي